# Emmerich Hádfy von Livno
Emmerich Hádfy von Livno (Nagykaroly, 2. studenog 1853. – Kiszombor, 29. ožujka 1936.) je bio austrougarski general i vojni zapovjednik. Tijekom Prvog svjetskog rata zapovijedao je s više korpusa na Istočnom i Talijanskom bojištu.

## Vojna karijera
Emmerich Hadfy je rođen 2. studenog 1853. u Nagykarolyju. Prije rata čin general bojnika dostiže u studenom 1910., dok je u čin podmaršala promaknut u svibnju 1914. godine.

## Prvi svjetski rat
Na početku Prvog svjetskog rata Hadfy zapovijeda 39. honvedskom divizijom koja se nalazila se u sastavu VI. korpusa kojim je zapovijedao Svetozar Borojević. Zapovijedajući 39. honvedskom divizijom sudjeluje u Galicijskoj bitci, te se posebno ističe u Bitci kod Limanowe. U rujnu 1915. postaje zapovjednikom Korpusa Henriquez koji korpus nakon toga dobiva njegovo ime. U travnju 1917. korpus je preimenovan u XXVI. korpus. Navedeni korpus nalazi se u sastavu najprije 7. armije, a potom i 3. armije, u sastavu koje Hadfy sudjeluje u zaustavljanju Brusilovljeve ofenzive. 
U srpnju 1917. Hadfy postaje zapovjednikom VI. korpusa kojim korpusom zapovijeda do prosinca te godine. U međuvremenu je u kolovozu promaknut u čin generala pješaštva. U ožujku 1918. postaje zapovjednikom VIII. korpusa zamijenivši na tom mjestu Siegmunda von Benignija. Navedenim korpusom zapovijeda do srpnja kada preuzima zapovjedništvo nad XXIII. korpusom zamijenivši na tom mjestu Maximiliana Csicsericsa. Ubrzo međutim, u kolovozu ponovno mijenja zapovjedništvo postavši ovaj put zapovjednikom XXIV. korpusa s kojim u sastavu 6. armije sudjeluje u Bitci kod Vittoria Veneta, posljednjoj bitci na Talijanskom bojištu.

## Poslije rata
Nakon završetka rata Hadfy je umirovljen. Preminuo je 29. ožujka 1936. godine u 83. godini života u Kiszomboru.

## Vanjske poveznice
(eng.) Emmerich Hádfy von Livno na stranici Oocities.org